# Schwaibach (Gengenbach)
Schwaibach ist ein Stadtteil von Gengenbach im Ortenaukreis in Baden-Württemberg. Es ist eine 5-Täler-Gemeinde, die weit in die Landschaft verstreut ist. Zwischen der Kinzig und der Wasserscheide gegen das Nordrachtal liegen in kleinen Seitentälern neben Schwaibach selbst die Schwaibacher Ortsteile Hüttersbach, Dantersbach, Bergach und Schönberg.

## Geographie
Schwaibach liegt zwei Kilometer südöstlich von Gengenbach, rechtsseitig der Kinzig im vorderen Kinzigtal auf 196 Meter über NHN im Mittleren Schwarzwald.
Aufgrund der baulichen Struktur gibt es in Schwaibach keinen Dorfmittelpunkt. Die Gemeinde setzt sich aus Weilern und Einzelhöfen in den kurzen rechtsseitigen Kinzignebentälchen und an ihren Ausgängen zusammen und zieht sich vom Norden bis in den Süden über 4,5 Kilometer weit.
Insgesamt ist die Gemarkung Schwaibach 1338,85 ha groß und somit deutlich größer als die der Stadt Gengenbach (653,24 ha).
Der höchste Punkt ist der Hochkopf mit 615 Metern.
Durch das Schwaibachtal fließt der namensgebende drei Kilometer lange Schwaibach, welcher dann in die Kinzig mündet. Durch Bergach fließt der Schelmenbach, durch Dantersbach der Dantersbach und durch Schönberg der Schönberger Bach, welcher später in den ebenfalls durch Schönberg fließende Mühlbach mündet. Sowohl der Dantersbach, als auch der Schelmenbach und der Mühlbach münden in die Kinzig.

### Nachbargemeinden
Die Gemarkung Schwaibach grenzt im Süden an die Gemarkung Biberach, im Osten an Zell und Nordrach, im Norden an Gengenbach und Reichenbach und im Westen an die Gemarkung Bermersbach.

## Geschichte
Erstmals wurde Schwaibach 1287 urkundlich erwähnt, damals noch als „Sweibach“. Schwaibach wurde zur Versorgung der Mönche des Gengenbacher Klosters landwirtschaftlich erschlossen. Auf dem "Schänzle", der Grenze zur Nordrach, liegt eine Bastion aus dem 16. Jahrhundert mit anschließender Linienverschanzung und kleinen rautenförmigen Verstärkungen. 1808 wurde Schwaibach eine selbständige Gemeinde. Durch den Bau der Schwarzwaldbahn im 18. Jahrhundert verlor Schwaibach gut zu bewirtschaftende Fläche. 1846 wurde das alte Schul- und Rathaus gebaut, womit der Sitz der Gemeindeverwaltung nach Dantersbach kam. Das Gebäude wurde beim Einmarsch der französischen Besatzungstruppen während des Zweiten Weltkriegs in Brand gesteckt wurde und brannte nieder. Um Baumaterial für das neue Schul- und Rathaus zu beschaffen, tauschte die Bevölkerung Eier, Speck, Kirschwasser und andere damals kostbare landwirtschaftliche Erzeugnisse ein. 1951 wurde das neue Rat- und Schulhaus mit einem Volksfest eingeweiht. Am 1. November 1971 wurde Schwaibach nach Gengenbach eingemeindet. 1974 wurde der Kindergarten eröffnet.
Früher bestand mit Fußbach und Strohbach eine Allmendsgenossenschaft.
Einem Sturm im Dezember 2008 fielen in Schwaibach und Dantersbach über 1000 Festmeter Holz zum Opfer.
Am 8. Juli 2024 wurde mit Julia Lovell Hammad erstmals eine Ortsvorsteherin vom Ortschaftsrat Schwaibach gewählt.

### Erstnennungen
- Schwaibach: 1287 Sweibach
- Dantersbach: 1343 Danckherspach, 1429 Tankerspach, 1656 Dandersbach
- Hüttersbach: unbekannt
- Schönberg: 1423 Schonberg
- Bergach: 1482 ab den Bergen, 1667 Berg, 19. Jahrhundert Bergach

### Stahlbad Hüttersbach
Schon seit dem 14. Jahrhundert gibt es Berichte von der kalten Heilquelle im „Wiesengrund“, wie die Benediktinermönche den Ort nannten, im Hüttersbach. Im 16. Jahrhundert wurde das Wasser aus dem Hüttersbacher Wald über 800 Deucheln in den Brunnen des Gengenbacher Marktplatz und in die Klosterküche geleitet. Doch irgendwann verfiel die alte Quellenanlage. 1822 kaufte der Haslacher Dr. Fähndrich das Grundstück auf dem sich die schwefelhaltige Quelle befand. Er baute ein 40 Meter langes Bad- und Kurhaus, das zur Hälfte unterkellert war. In dem dreistöckigen Fachwerk-Gebäude gab es 25 Fremdenzimmer, eine Suite, ein Ballsaal und eine Gastwirtschaft. Der Zufahrtsweg zum Bad und den Stallungen war mit Linden zu einer Allee gestaltet. Das Bad nahm raschen Aufschwung und hatte seine berühmteste Zeit zwischen den Jahren 1825 und 1845. Es kam viel Prominenz, besonders aus dem Nachbarland Frankreich. Die Gengenbacher Stadtkapelle spielte im Sommer jeden Sonntag zur Unterhaltung der Gäste vor dem Kurhaus. Die Quelle im Hüttersbach, „Stahlbad“ genannt, wurde rasch zum bekanntesten Bad in der Region.
1837 übernahm Scholastika Herpp aus Gengenbach als Pächterin das Bad. Für 7000 Gulden kaufte sie Dr. Fähndrich das gesamte Badeanwesen ab. Ihr Unternehmen im Hüttersbach florierte. 3000 Bäder wurden pro Saison eingefüllt. Die Gäste kamen von überallher aus der Region, um ins rostfarbene, kohlensäurehaltige Schwefel-Eisenoxydwasser einzutauchen. Tatsächlich wurde amtlich ein hoher Kieselerde-Anteil auch noch festgestellt. „Sauerbrunnen“ hießen solche Quellen im Schwarzwald, als „Stahlbad Hüttersbach“ machte es der Volksmund berühmt. Auch die Gengenbacher gingen damals mit ihren Frauen und Töchtern gerne am Sonntagnachmittag ins Bad Hüttersbach.
Die Revolutionsjahre um 1848 brachten für das Badevergnügen eine jähe Wende. Die Gäste von der anderen Rheinseite blieben aus, das Geld wurde knapp, der Niedergang des Bades begann. Scholastikas Bitte um finanzielle Unterstützung durch das „Großherzogliche Ministerium des Inneren“ wurde abgewiesen. Gesundheitlich ging es der Badbesitzerin auch zunehmend schlechter. Dann der Knall in einer Zeitungs-Announce vom 7. August 1856. Darin stand: „Die Eigenthümerin des Mineralbades zu Hüttersbach lässt [...] ihr Etablissement am Montag, 1. September, nachmittags 2 Uhr, im Badhause an den Meistbietenden versteigern [...] die Verkaufsbedingungen sind sehr billig“. Es war eine Fläche von 6 ½ Morgen, mit Wohn- und Wirtschaftsgebäude, Anlagen, Garten und Wiese. Ein Wirt am Taleingang erwarb das Anwesen. Er ließ die Gebäude sofort abreißen. Schon lange waren ihm die vorbeiziehenden Gäste ein Dorn im Auge gewesen. Einige versuchten, in späteren Jahren den Badetraum im Hüttersbach vergebens wieder zu beleben. Der Sonnenwirt Adolf Mayer bot Ende des 19. Jahrhunderts in seinem Gasthaus in der Innenstadt täglich „Hüttersbacher Stahlbäder“ an, in extra eingerichteten „komfortablen Badekabineten“. Heute ist an der Stelle des ehemaligen Bades ein Wiesengrundstück. Spezielle Pflanzen an einer bestimmten Stelle gaben vor einigen Jahren noch Hinweise auf den mineralischen Boden und eine Wasserader. Und im Winter lag an diesem Platz kein Schnee, wegen der Hohlräume im Untergrund. Inzwischen scheint die Quelle gänzlich versiegt und die Räumlichkeiten in der Tiefe verschüttet.

### Demographie
Einwohnerzahlen nach dem jeweiligen Gebietsstand.
| Jahr              | Einwohnerzahl |
| ----------------- | ------------- |
| 1804              | 394           |
| 1814              | 405           |
| 1852              | 521           |
| 1864              | 520           |
| 1871              | 483           |
| 1880              | 466           |
| 1890              | 466           |
| 1900              | 515           |
| 1910              | 445           |
| 1913              | 445           |
| 1925              | 452           |
| 1933              | 452           |
| 1939              | 423           |
| 1950              | 545           |
| 1956              | 598           |
| 6. Juni 1961      | 607           |
| 27. Mai 1970      | 701           |
| 31. Dezember 1979 | 906           |
| 2016              | 1.114         |
| 2019              | 936           |
| 31. Dezember 2021 | 932           |

## Politik und Verwaltung

### Wappen
Beschreibung: „In gespaltenem Schild vorne in Silber ein halber, golden bewehrter, rot bezungter schwarzer Adler am Spalt, hinten in Blau ein aus dem Unterrand emporkommender goldener Abtsstab mit silbernem Sudarium.“

### Bürgermeister und Ortsvorsteher
Bürgermeister vor der Eingemeindung 1972:
- um 1806: Josef Kempf
- um 1812: Michael Schilli
- um 1820: Andreas Schilli
- um 1832: Andreas Müller
- um 1850: Valentin Echtle
- um 1866: Michael Schilli
- bis 1881: Paul Huber
- 1881–1887: Josef Bächle
- 1887–1893: Severin Buß
- 1893–1921: Anton Zapf
- 1921–1927: Leopold Schilli
- 1927–1938: August Schilli
- 1938–1945: Josef Zapf (kommissarisch eingesetzt)
- 1945–1957: Josef Schilli
- 1957–1971: Ernst Frenssen

Ortsvorsteherinnen und Ortsvorsteher seit der Eingemeindung 1971:
- 1971–1977 Ernst Frenssen
- 1977–1985: Konrad Schilli (CDU)
- 1985–1989: Hansjörg Fischer
- 1989–2002: Werner Neumann
- 2002–2019: Wolfgang Ruthinger (CDU)
- 2019–2024: Bernhard Rauer (CDU)[8]
- 2024–heute: Julia Lovell Hammad (SPD)[8]

### Ortschaftsrat
Der aktuelle Ortschaftsrat setzt sich wie folgt zusammen:
| Name                | Partei/Liste            | Stimmen |
| Daniel Harter       | CDU                     | 514     |
| Katja Lebek         | CDU                     | 259     |
| Stefan Rauer        | CDU                     | 222     |
| Sven Jörger         | CDU                     | 181     |
| Franz Gißler        | Freie Wähler Gengenbach | 378     |
| Franzjosef Ahne     | Freie Wähler Gengenbach | 339     |
| Alfons Gmeiner      | Freie Wähler Gengenbach | 247     |
| Julia Lovell Hammad | SPD                     | 446     |

## Kultur und Sehenswürdigkeiten

### Vereinsleben

#### Narrenzunft Bergwalddeifel

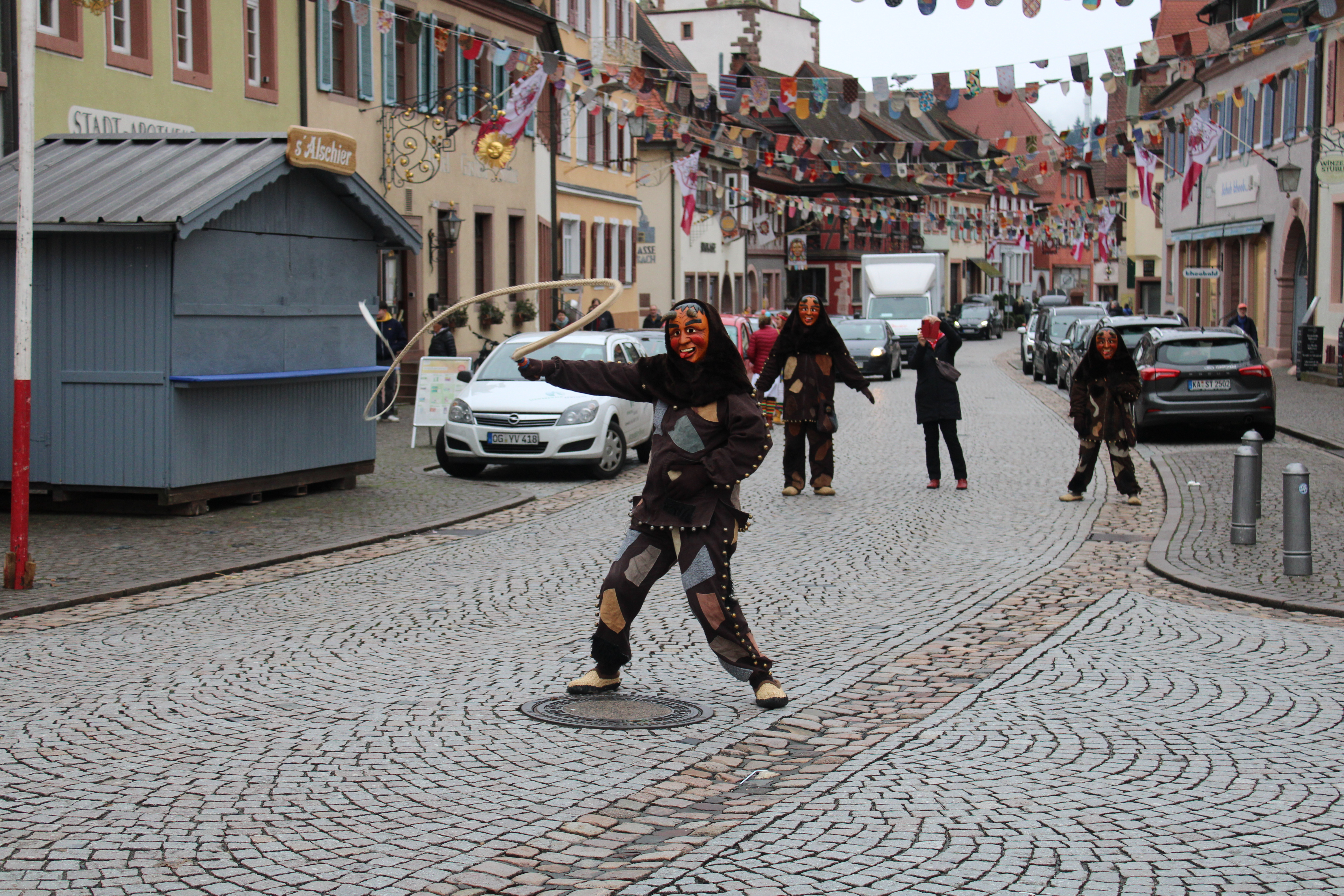
Bgergwalddeifel auf dem Bauernmarkt

Inspiriert von einer alten Sage über die Gengenbacher Teufelskanzel, gründeten fünf Personen 1990 die Narrenzunft Bergwalddeifel. Am 11. November 1991 nahm man dann in Renchen erstmals an einem Fastnachtsumzug teil. 1993 stellte der damalige Zunftmeister dann das „Häs“ des „Deifel im Gwand“ vor, eine Einzelfigur in der Zunft und der Anführer der Bergwalddeifel. 1993 tritt die Zunft dann der „Elefantenrunde“ bei, einer Vereinigung der Zünfte Narrenzunft Höllteufel Reichenbach, Narrenzunft Umbeisen & Hexen Ohlsbach, Narrenzunft Knerbli Berghaupten, Schräckslizunft Diersburg, Ewerderfler Narrengemeinschaft, Narrengemeinschaft Strohhansel Strohbach, Tscherissili-Narrenzunft Klein-Paris Elgersweier, Narrenzunft Buhneschäfe Zunsweier, Narrenzunft Backstein und Matratzenbourg Gengenbach und der Narrenzunft Bergwalddeifel Schwaibach. Seit 1994 gehört die jährliche Fasenderöffnung zum festen Bestandteil der Fastnacht in Schwaibach. 1996 trat man dann dem Ortenauer Narrenbund bei. Seit 1997 findet jährlich am „Fasendsamstag“ der närrische Zunftabend, ein mehrstündiger Programmabend, statt. Das Häs besteht aus einer grinsenden Holzmaske mit heraushängender Zunge, einer erdbraunen Hose und Jacke, mit aufgenähten Fell- oder Lederstücken und Strohschuhen. Zudem hat jeder Deifel entweder einen Stock oder eine „Karbatsche“. 2015 zählte man 52 aktive Mitglieder. Der Narrenruf lautet: Deifel Spring! Deifel Spring! Deifel Spring!

#### Berg- und Wanderfreunde Schwaibach
In den 1970ern entschied sich eine kleine Gruppe von wanderfreudigen Personen einen Verein zu gründen. Am 5. Januar 1977 wurden die Berg- und Wanderfreunde Schwaibach, kurz „Die Bergler“, von 35 Personen im Vereinsraum des Schwaibacher Rathauses gegründet. Am 14. August 1977 fand die Erstbegehung des in Eigenregie gebauten „Tälerpfad“, dieser ist seit 1982 in Wanderkarten zu finden. Im Oktober 1980 bekam der Verein dann ein altes Bienenhaus im hinteren Dantersbachtal und baute dies binnen vier Jahren zum Vereinsheim um. Seither gab es immer wieder Umbauten und Renovierungen. Jährlich veranstalten die Wanderfreunde ein 1. Mai-Fest und im Sommer das „Paulischanzfest“. Heute hat der Verein rund 300 Mitglieder.

#### Motorsportfreunde Schwaibach
Am 10. März 1984 trafen sich 21 Motorradbegeisterte und gründeten die „Motorsportfreunde Schwaibach“. Daraufhin wurde eine zerfallene Mühle zum Vereinsheim umgebaut. Diese wurde dann an Silvester 1985 eingeweiht. Anfang der 1990er musste das Vereinsheim wegen Eigennutzung des Eigentümers aufgegeben werden und man zog 1993 in einen Raum im Schwaibacher Rathaus. Dieser wurde zum neuen Vereinsheim ausgebaut. Heute hat der Verein knapp 60 Mitglieder.

#### Freiwillige Feuerwehr
Im Jahr 1936 wurde im damals noch unabhängigen Schwaibach eine Freiwillige Feuerwehr gegründet. Seit der Eingemeindung von Schwaibach nach Gengenbach im Jahr 1971, wurde die Freiwillige Feuerwehr Schwaibach eine Abteilung der Freiwilligen Feuerwehr Gengenbach. 1975 wurde das aktuelle Feuerwehrhaus gebaut. Aktuell hat die Feuerwehr rund 30 aktive Mitglieder.

#### Narrenzunft Domino-Kasper Gengenbach
1998 wurde die Narrenzunft Domino-Kasper gegründet. Bis 2005 wurde dann das aktuelle Häs entwickelt. Dieses ist eine Kombination aus dem Domino (eine italienische Mönchsfigur) und dem Domino-Spiel. Das Häs besteht dabei aus zirka 1000 Dominosteinen. Dazu gehört noch ein Schellenstock. Alles zusammen wiegt das Häs rund 11 Kilogramm. 2001 wurde man ein eingetragener Verein.

#### Weitere Vereine

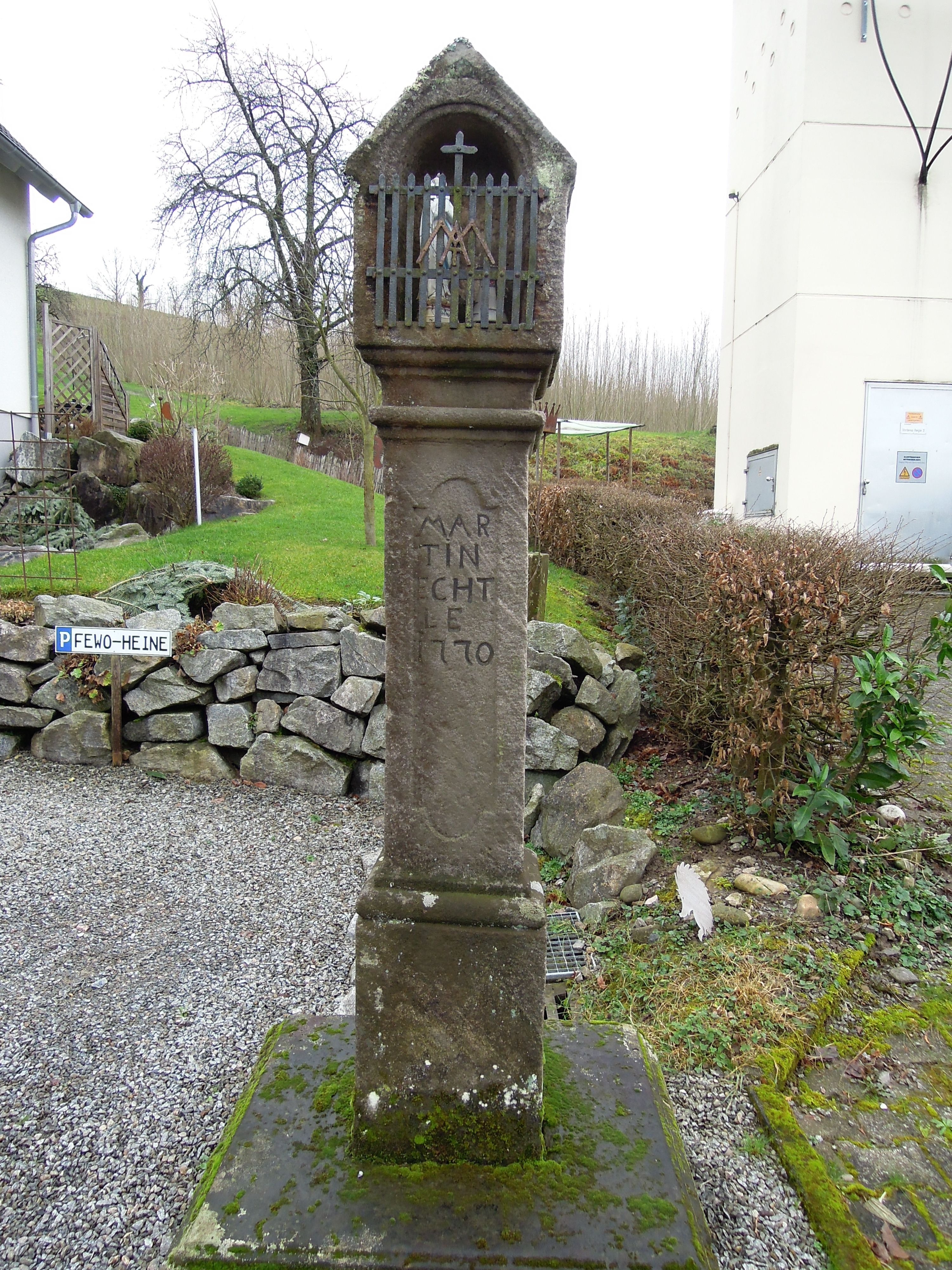
Bildstock in Schwaibach

In Schwaibach gibt es zudem folgende Vereine und Gemeinschaften: KLJB, Flößergilde, Förderverein Kindergarten Schwaibach, Spiel- und Sportverein Schwaibach und der Gesangsverein.

## Wirtschaft und Infrastruktur

### Verkehr
Durch Schwaibach führt die Kreisstraße 5336. Von Schwaibach aus fahren Schulbusse ans Schulzentrum nach Gengenbach und Linienbusse von Südwestbus fahren durch den Ort.

## Persönlichkeiten

### Söhne und Töchter der Ortschaft
- Johannes Sweipach, Ritter, ehemaliger Reichsschultheiße von Gengenbach
- Bernhard Rauer, ehemaliger Ortschaftsrat (1975–2024),[21] Ortsvorsteher (2019–2024) und Gemeinderat (2009–2024), Träger des Verdienstabzeichen in Gold mit Lorbeerkranz (2014) und Träger des Verdienstabzeichen in Gold mit Lorbeerkranz und Brillant vom Städtetag für 50 Jahre aktive Kommunalpolitik (2024)[22], 40 Jahre Mitglied der Weinmanufaktur Gengenbach, ehemaliger Vorsitzende des MGV Schwaibach
- Alfons Gmeiner, Ortschaftsrat, Träger des Verdienstordens des Städtetages in Gold[23]
- Samy Hammad (* 1970), Promianwalt[24]
- Mara Gmeiner, erste Weinprinzessin aus Schwaibach

### Weitere Persönlichkeiten
- Peter Reiff, Geschäftsführer von Reiff Medien, lebt in Bergach
- Julia Lovell Hammad, Ortsvorsteherin von Schwaibach, erste Ortsvorsteherin eines Gengenbacher Ortsteils